# Gatteville-le-Phare
Gatteville-le-Phare ist eine französische Gemeinde mit 468 Einwohnern (Stand 1. Januar 2022) im Département Manche in der Region Normandie, die durch ihren markanten Leuchtturm, der am Pointe de Barfleur gebaut wurde, bekannt ist.

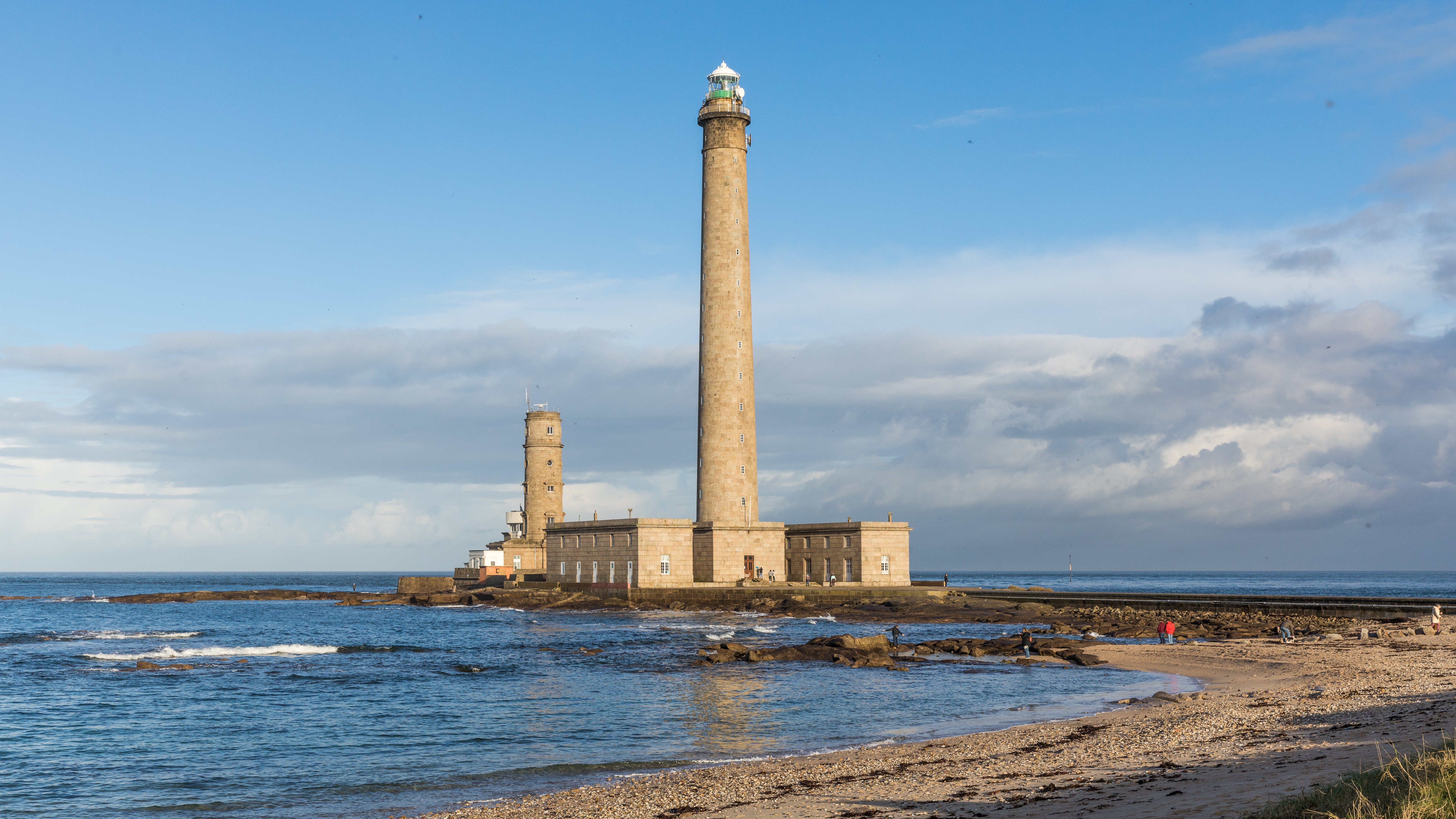
Neuer und alter Leuchtturm

## Toponymie
Der Name leitet sich aus dem germanischen Namen Gatto ab. Dann folgt die französischen Endung -ville (ville „Stadt“). 1947 wurde le-Phare hinzugefügt, Französisch für Leuchtturm.

Der Teich an der Küste heißt Gattemare, das aus Gatteville und mare (frz. „Teich“) gebildet ist (vgl. Herquemoulin in  Herqueville).

## Geographie
Gatteville-le-Phare liegt auf der Halbinsel Cotentin, in der Landschaft Val de Saire. Es liegt im armorikanischen Massiv, wo Barfleur-Granit zum Aufschluss kommt.
Die angrenzenden Gemeinden sind:
- Vicq-sur-Mer
- Tocqueville
- Sainte-Geneviève
- Montfarville
- Barfleur

Das Pointe de Barfleur bildet die nordwestliche Grenze des Baie de Seine.
Das Meer vor Gatteville-le-Phare liegt auf der Erdkugel genau diametral zu den Antipoden-Inseln, auch wenn bei deren Namen (zunächst Penantipodes, also „Fast-Antipoden“) ursprünglich London gemeint war.